# Laevicephalus vafer
Laevicephalus vafer är en insektsart som beskrevs av Knull 1951. Laevicephalus vafer ingår i släktet Laevicephalus och familjen dvärgstritar. Inga underarter finns listade i Catalogue of Life.